# 宇宙船かたつむり発進!!
『宇宙船かたつむり発進!!』（うちゅうせんかたつむりはっしん）は、KRYラジオで放送していたラジオ番組。

## 概要
- 1993年11月に開業した「ザ・モール周南」（現・ゆめタウン下松）内のサテライトスタジオから放送していた。そのスタジオは現在、エフエム周南のスタジオになっている。
- 放送開始当初は平日のみの放送であったが、1998年に週末の放送も開始され全曜日放送となったが、2001年3月に平日の放送が終了し、以後は週末のみの放送となった。
- 週末版にはサブタイトルがついており、土曜は「土曜スペシャル 週刊サタデーストリーム」、日曜は「日曜スペシャル KRYウィークリーチャート SUNDAY KISS」。
- 後番組は、平日は「吉田治美の今日もハッピー」、土曜は「OH! 家ィ!」と「さたてん」、日曜は特に設定されなかった。

## 放送時間
- 1993年11月 - 1998年3月　月曜〜日曜 15:00〜16:00
- 1998年4月 - 2001年3月　月曜〜金曜 15:00〜16:00、土曜・日曜 13:00〜16:00
- 2001年4月 - 2002年3月　土曜・日曜 13:00〜16:00

## 出演者
- 徳本恵子（月曜・火曜）
- 鈴木久美（水曜・木曜）
- 吉田治美（金曜）
- 君崎滋
- 高橋裕（週刊サタデーストリーム）
- 竹重雅則（KRYウィークリーチャート SUNDAY KISS）
- 山東美穂（KRYウィークリーチャート SUNDAY KISS）
- 竹島知江（KRYウィークリーチャート SUNDAY KISS）